# 非光化學淬滅
非光化學淬滅 （英語：nonphotochemical quenching，簡稱NPQ）的機制熱耗散引起的，反映了植物耗散過剩光能為熱的能力，也就是光保護能力。 當葉子從黑暗轉移到光線時， 光系統II（PSII ）反應中心逐漸關閉，這使得（在光照第1秒左右）產生葉綠素螢光產量的增加。然而之後螢光水平通常在幾分鐘內開始再次下降。這種稱為螢光淬滅（fluorescence quenching）的現像用兩種方式解釋:電子從光系統II]傳輸的速率有所增加，這主要是由於光誘導的碳代謝活化和氣孔開啟所致。這種淬滅稱為「光化學淬滅」（photochemical quenching）。於此同時，能量化為熱量的效率也在提高，這個過程稱「非光化學淬滅」。
。這種機制會使得植物吸收的光能不再被用於光合作用，而是直接轉化為熱能浪費掉，從而避免植物遭到日照的傷害。當光照強度恢復正常時，非光化學淬滅又會被關閉，植物重新回到正常的光合作用。